# Fölschnitz
Fölschnitz (oberfränkisch: Fölschlich) ist ein Gemeindeteil der Gemeinde Ködnitz im Landkreis Kulmbach (Oberfranken, Bayern). Fölschnitz liegt in der Gemarkung Ködnitz.

## Geographie
Das Dorf bildet mit Kauerndorf im Norden eine geschlossene Siedlung am rechten Ufer des Weißen Mains und ist im Westen wie im Osten von Erhebungen des Obermainischen Hügellandes umgeben. Die Fölschnitz mündet als rechter Zufluss in den Weißen Main. Im Ort sowie südlich des Ortes steht jeweils einen Baum, der als Naturdenkmal ausgezeichnet ist. Die Staatsstraße 2182 führt nach Kauerndorf zur Bundesstraße 289 (1,3 km nordwestlich) bzw. nach Ködnitz (2,1 km südöstlich). Die Kreisstraße KU 21 führt die Fölschnitz entlang nach See (2,1 km östlich). Ein Anliegerweg führt nach Hauenreuth (0,3 km südlich).

## Geschichte
Der Ort wurde 1350 als „Volczich“ erstmals urkundlich erwähnt. Der Ortsname leitet sich von „Bolesicy“ ab (slaw. Personenname Boles + Zugehörigkeitssuffix -ici) und bedeutet demnach Siedlung des Boles. 1398 wurde der Ort „Folschitz“ genannt, 1476 „Folschnitz“.
Gegen Ende des 18. Jahrhunderts bestand Fölschnitz aus 36 bewohnten Anwesen. Das Hochgericht übte das bayreuthische Stadtvogteiamt Kulmbach aus. Dieses hatte auch die Dorf- und Gemeindeherrschaft. Grundherren waren
- das Kastenamt Kulmbach (5 Anwesen: 1 Ziegelhütte, 1 Schmiede, 1 Schenkstatt, 2 Tropfhäuser, 2 öde Hofstätten),
- der Markgräfliche Lehenhof Bayreuth (12 Anwesen: 1 Mahlmühle, 4 Achtelhöfe, 1 Höflein, 1 Gut, 1 Gütlein, 1 Halbgütlein, 1 Tropfhaus, 1 Tropfhäuslein, 1 Hofstatt),
- das Stiftskastenamt Himmelkron (1 Halbhof, 1 Viertelhof, 1 unbebauter Viertelhof),
- der bambergische Langheimer Amtshof (1 Gütlein),
- das Rittergut Kirchleus (1 Gut, 1 Haus),
- das Rittergut Fölschnitz (15 Anwesen: 1 Hof, 2 Halbhöfe, 2 Viertelhöfe, 1 Baugütlein, 1 Söldengütlein, 4 Sölden, 1 geringe Sölde, 1 Tropfhaus, 1 Zweidrittelhaus, 1 Drittelhaus).[7]

Von 1797 bis 1810 unterstand der Ort dem Justiz- und Kammeramt Kulmbach. Mit dem Gemeindeedikt wurde Fölschnitz dem 1811 gebildeten Steuerdistrikt Tennach und der 1812 gebildeten gleichnamigen Ruralgemeinde zugewiesen. 1818 wurde der Gemeindesitz nach Ködnitz verlegt und die Gemeinde dementsprechend umbenannt.

### Baudenkmäler

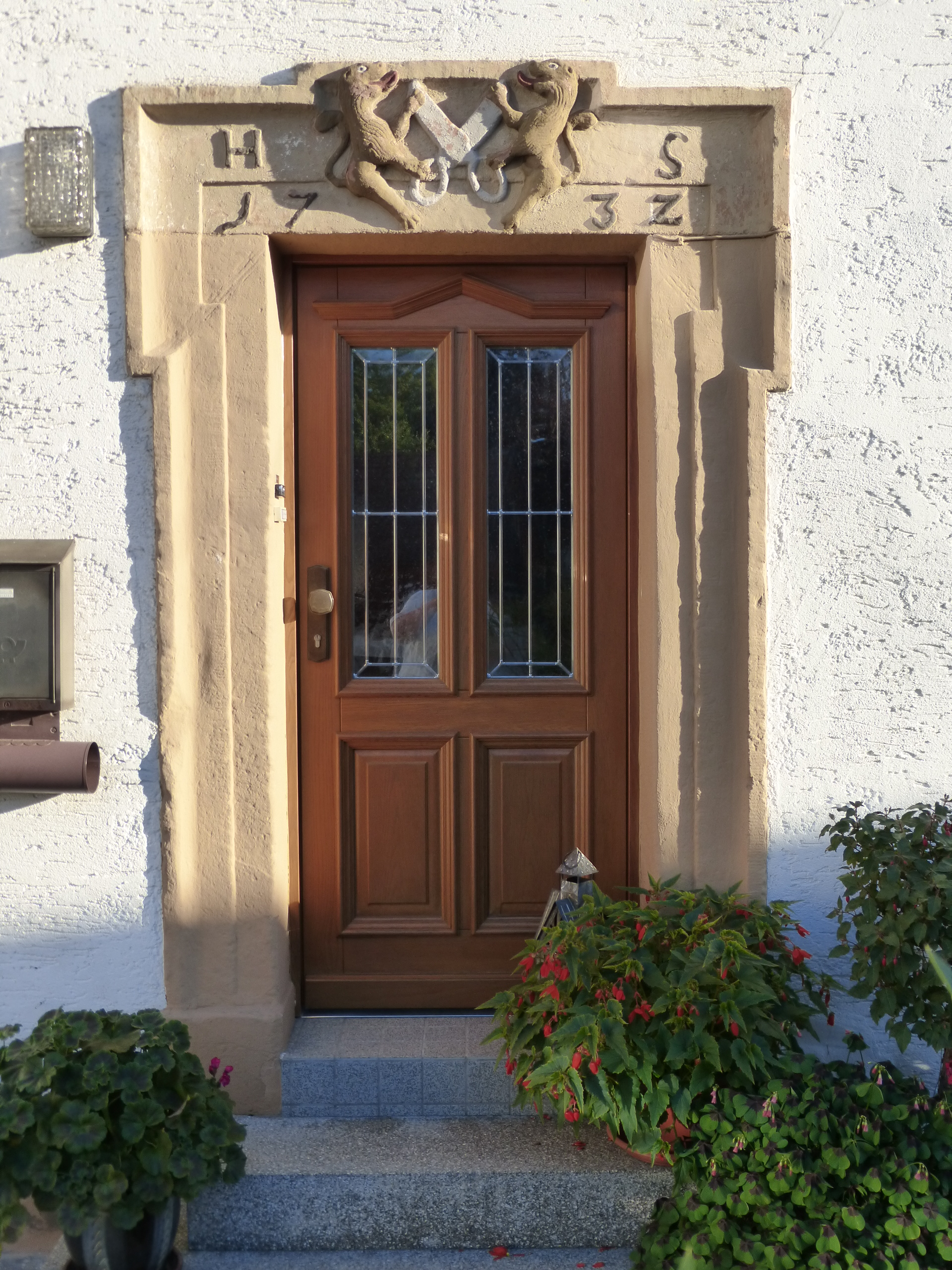
Fölschnitz 12: Türrahmung

- Fölschnitz 10: Kleinhaus
- Fölschnitz 12: Türrahmung
- Fölschnitz 47: Wohnstallhaus
- Brücke über den Weißen Main

#### Abgegangene Baudenkmäler
- Haus Nr. 6: Eingeschossiges Holzhaus, verputzt, wohl 17. Jahrhundert; mit schlecht erhaltenem Giebelfachwerk.  Innen Bretterdecke auf geschnitztem Unterzug.[10]
- Haus Nr. 13: Zweigeschossiger Wohnstallbau, mit drei zu fünf Obergeschossfenstern, Gurtgesims; Anfang des 18. Jahrhunderts, stark erneuert. Portal in gekröpfter Rahmung, am Sturz Schneider-Hauszeichen, bezeichnet „1732“. Heute ist nur noch die Türrahmung erhalten (→ Fölschnitz 12).[10]
- Haus Nr. 32: Dazugehöriger Heustadel, ehemals Ziegelei. Eingeschossiger, gestreckter Sandsteinbau, langseitig von sieben Fenstern; laut Inschrift 1830 erbaut. Giebel mit (nördlich erneuerten) Fachwerk. Innen Lagerboden auf schwerer Balkenkonstruktion.[10]

### Einwohnerentwicklung
| Jahr      | 001809 | 001818 | 001861 | 001871 | 001885 | 001900 | 001925 | 001950 | 001961 | 001970 | 001987 |
| Einwohner | 162    | 191 *  | 211    | 256    | 255    | 247    | 296    | 431    | 365    | 463    | 572    |
| Häuser    |        | 36 *   |        |        | 39     | 43     | 47     | 54     | 64     |        | 153    |
| Quelle    | [ 12 ] | [ 8 ]  | [ 13 ] | [ 14 ] | [ 15 ] | [ 16 ] | [ 17 ] | [ 18 ] | [ 19 ] | [ 20 ] | [ 1 ]  |

## Religion
Fölschnitz ist seit der Reformation evangelisch-lutherisch geprägt und nach St. Oswald (Untersteinach) gepfarrt.